# شركة نورتون روز فولبرايت
شركة نورتون روز فولبرايت هي شركة قانونية متعددة الجنسيات مع أكثر من 3,800 محامي في أكثر من 50 مدينة حول العالم.
أبرز فروعها الدولية في أستراليا وكندا وجنوب أفريقيا وسويسرا.

## التاريخ
- 1794: تأسيس شركة نورتون روز في لندن.
- 2007: نورتون روز تتحول إلى شركة تضامنية محدودة المسؤولية.
- يناير 2010: دخلت نورتون روز السوق الأسترالية من خلال الاندماج مع ديكونز أستراليا. ديكونز أستراليا تصبح نورتون روز أستراليا.
- يونيو 2011: دخلت نورتون روز الأسواق الكندية وجنوب أفريقيا من خلال عمليات الدمج مع أوجيلفي رينو ودينيس ريتز. أصبحت أوجيلفي رينو نورتون روز كندا للمحاماة وأصبح دينيس ريتز نورتون روز جنوب أفريقيا.
- يناير 2012: دخلت نورتون روز أسواق أمريكا اللاتينية وآسيا الوسطى وعززت القدرات الموجودة في كندا وروسيا وبعد اندماج نورتون روز كندا مع مكتب المحاماة الكندي ماكلويد ديكسون.
- يونيو 2013: نورتون روز اندمجت مع شركة المحاماة الأمريكية فولبرايت وجاوورسكي وتشكلت شركة نورتون روز فولبرايت.
- فبراير 2014: شركة نورتون روز فولبرايت تعلن عن افتتاح مكتب لها في البرازيل.

## مجالات الممارسة
| القطاعات الصناعية الست الرئيسية لنورتون روز فولبرايت هي: - المؤسسات المالية. - الطاقة. - البنية التحتية والتعدين والسلع. - النقل. - التكنولوجيا والابتكار. - علوم الحياة والرعاية الصحية. | ولها تسع مجموعات للممارسات العالمية: - المصرفية والمالية. - الشركات والأوراق المالية. - تسوية المنازعات والتقاضي. - الملكية الفكرية. - مكافحة الاحتكار والمنافسة. - التوظيف والعمل. - العقارات. - التنظيم والتحقيقات. - الضرائب. |

## المكاتب
نورتون روز فولبرايت لديها مكاتب في جميع أنحاء أوروبا والولايات المتحدة وكندا وأمريكا اللاتينية وآسيا وأستراليا وأفريقيا والشرق الأوسط وآسيا الوسطى:
| - أوروبا - أمستردام - أثينا - بروكسل - فرانكفورت - هامبورغ - لندن - ميلان - موسكو - ميونيخ - باريس - بيرايوس - روما - وارسو - الولايات المتحدة - أوستن - دالاس - دنفر - هيوستن - لوس أنجلوس - مينيابوليس - مدينة نيويورك - بيتسبرغ - ساوثبوينت - سان أنطونيو - القديس لويس - واشنطن العاصمة - كندا - كالغاري - مونتريال - أوتاوا - مدينة كيبك - تورونتو | - أمريكا اللاتينية - بوغوتا - كراكاس - ريو دي جانيرو - آسيا - بانكوك - بكين - هونغ كونغ - جاكرتا - شنغهاي - سنغافورة - طوكيو - أستراليا - بريسبان - كانبيرا - ملبورن - بيرث - سيدني - أفريقيا - كيب تاون - الدار البيضاء - دار السلام - ديربان - جوهانسبرغ - الشرق الأوسط - أبوظبي - دبي - المنامة - الرياض - آسيا الوسطى - ألماتي *مكاتب شريكة |

## الشراكة مع ماكلارين مرسيدس
في 23 يناير 2014 أعلنت شركة نورتون روز فولبرايت الشراكة المؤسسية مع فريق ماكلارين مرسيدس للفورمولا واحد. هذه هي الشراكة الوحيدة بين شركة قانونية عالمية وفريق الفورمولا واحد في العالم.